# Stanley Casson
Pour les articles homonymes, voir Casson (homonymie).
Stanley Casson (Brentford, Middlesex, 7 mai 1889-en mer près des côtes de Cornouailles, 17 avril 1944) est un archéologue britannique.

## Biographie
Après ses études à Oxford, il obtient une bourse de la British School at Athens et se spécialise dans la sculpture et l'architecture classique et l'art byzantin.
Chargé du deuxième volume du catalogue du Musée de l'Acropole, il est officier dans l'East Lancashire Regiment lors de la Première Guerre mondiale puis est nommé au service de George Milne au Camp de Salonique. Un des premiers officiers alliés à entrer à Constantinople, il devient en 1929 directeur adjoint de la British School at Athens.
Lecteur à Oxford, professeur au Bowdoin College (1933-1934), il rejoint en 1939 l'Intelligence Corps et sert avec la mission britannique dans l'armée grecque. Il est tué au combat le 17 avril 1944 dans l'écrasement en mer de son avion près des côtes de Cornouailles.

## Travaux
- Ancient Greece, 1922
- Some Modern Sculptors, 1928
- Macedonia, Thrace and Illyria, 1929
- Steady drummer, 1935
- Chypre dans l'antiquité, 1939
- Greece Against the Axis, 1943
- Progress of Archaeology and The Discovery of Man, 1945
- Greece and Britain, 1945